# Ві Їн
Ві Їн (нар. 11 лютого 1970) — колишня китайська тенісистка.
Найвищу одиночну позицію світового рейтингу — 592 місце досягла 31 Oct 1994, парну — 202 місце — 31 Oct 1994 року.
Здобула 3 парні титули туру ITF.

## Фінали ITF

### Парний розряд: 3 (3–0)
| Результат | Ранг | Дата           | Турнір               | Покриття | Партнерка | Суперниці                  | Рахунок       |
| --------- | ---- | -------------- | -------------------- | -------- | --------- | -------------------------- | ------------- |
| Перемога  | 1.   | 23 травня 1994 | Пекін, КНР           | Тверде   | Лі Лі     | Choi Ju-yeon Choi Young-ja | 7–6, 6–7, 6–4 |
| Перемога  | 2.   | 15 травня 1995 | Пекін, КНР           | Тверде   | Liu Li    | Li Yan-Ling Джоді Їнь      | 6–2, 6–3      |
| Перемога  | 3.   | 5 червня 1995  | Сеул, Південна Корея | Тверде   | Liu Li    | Sohn Hyun-hee Shin Hyun-a  | 7–5, 6–2      |